# Andy Baggott
Andy Baggott (* 4. März 1963) ist ein Alternativmediziner und Autor aus England. Baggott verbindet keltische und vorkeltische Überlieferungen mit seiner Tätigkeit als Heiler und steht durch seine Praxis, in der Visionen, Orakel, Inspiration und Träume eine wichtige Rolle spielen, in der Tradition der Schamanen. Dazu arbeitet er auch mit Heilern anderer Kulturkreise zusammen. In Großbritannien, Irland und Nordamerika ist er durch zahlreiche Bücher über alternative Medizin bekannt geworden. Baggott lebt in Bristol.

## Werke
- Runen Urania. Neuhausen Schweiz 1999, ISBN 978-3908652076
- Kristalle, Chakren und Farben. Einführung in die Heilkraft der Edelsteine (mit Sally Morningstar). Droemer Knaur, München 2000, ISBN 978-3426870112
- Die Weisheit der Kelten. Droemer Knaur, München 2002, ISBN 978-3426870198
- Ogham. Das Keltenorakel. Königsfurt-Urania 2004, ISBN 978-3038190165